# Mary och Lou
Mary och Lou (original The Dana Girls) är en serie barn- och ungdomsdeckare av pseudonymen Carolyn Keene, som kom ut på B. Wahlströms ungdomsböcker i serien B. Wahlströms Flickböcker med de röda ryggarna mellan 1959 och 1988. Av originalets 34 böcker, utgivna 1934–1979, utkom 31 på svenska. Böckerna skrev av olika medlemmar av Stratemeyersyndikatet; de första fyra böckerna skrevs av Leslie McFarlane, nr. 5–16 av Mildred Wirt Benson och de övriga av Harriet Adams.

## Rollgalleri
Böckerna har ett relativt stort återkommande persongalleri:
- Mary och Lou (orig. Jean and Louise) Dana, två föräldralösa systrar som går på internatskolan Starhurst – och löser deckargåtor på fritiden. Lou är sjutton år och mörkhårig, Mary sexton år och blond.
- Ned Dana, systrarnas farbror och förmyndare, sjökapten på ångaren "Balaska".
- Harriet Dana, Marys och Lous faster och Neds syster, som ser efter familjens hus i småstaden Oak Falls.
- Cora, faster Harriets klumpiga, karltokiga och föga klipska hembiträde.
- Evelyn Starr, systrarnas klasskamrat, vars familj ägde Starhurst innan det blev en skola.
- Doris Harland, en annan klasskamrat.
- Lettie Briggs, bortskämd och självgod rikemansdotter; systrarnas största ovän på Starhurst.
- Ina Mason, Letties rumskamrat och enda vän.
- Mrs. Crandall, strikt men rättvis rektor på Starhurst.
- Professor Crandall, Mrs Crandalls tankspridde make.
- Ken Scott, Lous pojkvän.
- Chris Barton, Marys pojkvän.

## Översättningar
Böckerna finns översatta bland annat till svenska, tyska och franska. På det sistnämnda språket kallas systrarna för Liz & Ann Parker.